# Tentulkuli
Tentulkuli là một thị trấn thống kê (census town) của quận Haora thuộc bang Tây Bengal, Ấn Độ.

## Nhân khẩu
Theo điều tra dân số năm 2001 của Ấn Độ, Tentulkuli có dân số 5122 người. Phái nam chiếm 51% tổng số dân và phái nữ chiếm 49%. Tentulkuli có tỷ lệ 68% biết đọc biết viết, cao hơn tỷ lệ trung bình toàn quốc là 59,5%: tỷ lệ cho phái nam là 74%, và tỷ lệ cho phái nữ là 62%. Tại Tentulkuli, 11% dân số nhỏ hơn 6 tuổi.